# آلبرت سوکوپ
آلبرت سوکوپ (انگلیسی: Albert Sukop; ۲۴ نوامبر ۱۹۱۲ – ۹ مهٔ ۱۹۹۳) بازیکن فوتبال اهل آلمان بود.
از باشگاه‌هایی که در آن بازی کرده‌است می‌توان به باشگاه فوتبال آینتراخت برانشوایگ اشاره کرد.
وی همچنین در تیم ملی فوتبال آلمان بازی کرده‌است.